# Via dalla pazza folla
Via dalla pazza folla (Far From the Madding Crowd) è il quarto romanzo di Thomas Hardy, del 1874, e il suo primo successo letterario. Apparve anonimo per la serie mensile sul Cornhill Magazine, dove ottenne una vasta lettura e ricevette generali critiche positive. Hardy rivide estensivamente il testo per l'edizione del 1895 e fece ulteriori modifiche per l'edizione del 1901.

## Trama
Il giovane fittavolo Gabriel Oak, conducendo una vita frugale e di risparmi e ottenuto un prestito, gestisce una fattoria di pecore. Egli s'innamora della bellissima, ma povera, Bathsheba Everdene, appena arrivata per vivere con la zia, e chiede la sua mano. Bathsheba lo rifiuta. Dopo qualche mese, la condizione sociale tra i due si è rovesciata: Bathsheba ha ereditato la fattoria di suo zio, e Oak ha perso tutti i suoi possedimenti in una notte di tempesta. Oak si ritrova quindi alle dipendenze di Bathsheba, prima come pastore poi come fattore; e ha così modo di osservare da presso lei e gli altri suoi dipendenti, i variopinti abitanti del paese. Bathsheba miete i cuori di tutti gli uomini che incontra, ma uno solo, all'inizio, sembra indifferente al suo fascino: il suo vicino di fattoria, William Boldwood. Per scherzo, Bathsheba gli manda un biglietto di S. Valentino. 
L'uomo si infiamma e inizia ad ardere d'amore per lei. Bathsheba riesce a malapena a impedire un fidanzamento tra loro, prendendo tempo; intanto nel villaggio arriva un nuovo sergente, il baldo Francis Troy. Per la prima volta in vita sua la sprezzante Bathsheba s'innamora, cede alle lusinghe di Troy e lo sposa dopo pochi giorni. Troy inizia a sperperare le ricchezze di Bathsheba, ma non è tutto: spunta fuori anche la sua precedente relazione con una cameriera, Fanny Robin, che aveva sedotto e abbandonato. Quando Fanny muore di parto, Troy ritrova all'improvviso tutto il suo amore per lei, le fa costruire una tomba monumentale e scappa di casa. 
Viene creduto annegato in mare e Bathsheba viene riconosciuta da tutti come vedova; Boldwood ricomincia a farle la corte, ottenendone una promessa di matrimonio di lì a sei anni. Quando però all'improvviso rispunta Troy e reclama sua moglie, Boldwood, che aveva già dato segni di squilibrio mentale, lo uccide e viene condannato a morte (sarà poi graziato e deportato in Australia). Rimasta vedova davvero, Bathsheba sposa infine il suo primo pretendente, Gabriel Oak, che in tutti quegli anni non aveva smesso di vegliare su di lei e di amarla.

## Edizioni italiane
- Via dalla pazza folla, traduzione di Piero Jahier e Maj-Lis Rissler Stoneman, Introduzione di Piero Jahier, Collana Classici inglesi, Milano, Garzanti, 1955. - Introduzione di Attilio Bertolucci, Collana I grandi libri n. 7, Garzanti, maggio 1973-2021.
- Via dalla pazza folla, a cura di Sara Antonelli (traduzione sull'ultima edizione approvata da Hardy), Collana Grandi classici, Milano, BUR, 2015, ISBN 978-88-17-07697-5.
- Via dalla pazza folla, (basata sulla Wessex Edition del 1912), a cura di Enrico Mistretta, Collana Le strade, Roma, Fazi Editore, 2016, ISBN 978-88-762-5852-7 .
- Via dalla pazza folla, Collana Romanzi e racconti, Milano, Baldini & Castoldi, ISBN 978-88-6852-862-1. (In corso di pubblicazione.)

## Adattamenti
- Far from the Madding Crowd - film muto del 1915 diretto da Laurence Trimble
- Via dalla pazza folla - film del 1967 diretto da John Schlesinger
- Far from the Madding Crowd - film per la televisione del 1998
- Via dalla pazza folla (Far from the Madding Crowd) - film del 2015 diretto da Thomas Vinterberg